# Šumberova díra
Šumberova díra je jeskyně, která se nachází v katastru obce Kanice v národní přírodní rezervaci Hádecká planinka, jež je součástí chráněné krajinné oblasti Moravský kras. Jeskyni je možné nalézt na vrcholu Šumbera, který leží severně od televizního vysílače na vrcholu Hádeckého kopce. Orientačním bodem je také památník S. K. Neumanna, který se nachází v těsné blízkosti jeskyně. V nevelké jeskyni Šumberova díra probíhal v minulosti archeologický a speleologický průzkum.